# (977) Philippa
(977) Philippa es un asteroide que forma parte del cinturón de asteroides y fue descubierto por Benjamin Jekhowsky el 6 de abril de 1922 desde el observatorio de Argel-Bouzaréah, Argelia.

## Designación y nombre
Philippa se designó inicialmente como 1922 LV.
Más adelante, fue nombrado en honor del empresario Philipp von Rothschild.

## Características orbitales
Philippa orbita a una distancia media de 3,12 ua del Sol, pudiendo acercarse hasta 3,032 ua. Tiene una excentricidad de 0,02821 y una inclinación orbital de 15,17°. Emplea 2013 días en completar una órbita alrededor del Sol.